# 前世
前世（ぜんせ）とは、ある人生を起点として、それより前の人生のことを指す。古くは転生を内包するヒンドゥー教や仏教などの宗教的世界観のなかで認められ、加えて現代ではニューエイジや、スピリチュアリティによっても支持されている。少数の研究を除き一般に科学的には認められていない概念であり、個人が前世の存在を認めるか否かは内面の信条によって異なる。
インドでは、ヒンドゥー教でも前世が認められている。仏教では、三世のうちの過去世にあたる。インド起源の宗教に限らず、前世の記憶を持って生まれ変わったと主張する人は、古今東西に多い。
また、現代の先進国に暮らし、物理科学と合理性を信奉し、転生や前世の存在を全く信じない人でも、退行催眠を受けている時に、本人としても思いがけず、前世を思い出すということが起きるとの報告がある。1988年に出版された医学博士のブライアン・L・ワイスの著作『前世療法』により、世界中で広く再認識されるようになった。ブライアン・ワイスが、患者の治療中に前世を半ば偶然に発見した経緯、発見をありのまま公表するのか、あるいは科学者としての保身のために発見を隠すか、悩んだ経緯などについては、彼の著書『前世療法』に詳しい。

## ニューエイジ思想
東洋哲学を取り入れたことで、前世やカルマ、転生思想を内包したニューエイジ思想は、1980年代のアメリカで広がりを見せた。
女優のシャーリー・マクレーンはニューエイジ思想に感銘を受け、カルマや転生思想をもとにしたスピリチュアルな自伝的著作『アウト・オン・ア・リム』を1983年に発表し、大きな反響を得た。この自伝は1987年にABCの全米ネットでドラマ化され数千万人が視聴し、彼女の著作は続編も含め数百万部が売れた。これにより伝統的キリスト教では異端とされる転生思想を支持する人々の存在が、広く一般に知られるようになった。

## 研究例

### イアン・スティーヴンソンによる調査
転生を扱った学術的研究の代表的な例としては、イアン・スティーヴンソンによる面接調査がある。スティーヴンソンは1961年から生まれ変わり事例の調査を始め、最終的に2,000例を超える「生まれ変わりを強く示唆する事例」を収集した。そして考察の結果、スティーヴンソンは最終的に、ある種の「生まれ変わり説」を受け入れている。彼の研究は1966年と1974年に出版され反響を得た。

### ジム・タッカーによる調査
ヴァージニア大学のジム・タッカーは、イアン・スティーヴンソンの研究を引き継ぎ、約1,100の生まれ変わり事例を調査した。

### 前世療法研究
前世療法で用いられる退行催眠については、虚偽記憶を生み出すという批判もあるが、検証の結果「前世の記憶」である可能性が高い記憶が想起されたケースもある。
1986年から1988年の間に、トロント大学医学部教授ジョエル・L・ホイットン、アメリカの催眠療法家ギャレット・オッペンハイム、マウントサイナイ病院の精神科医ブライアン・L・ワイスらの著作によって前世療法による治療の報告がなされている。

## 転用
- アイドルなど芸能活動をしている者に対し、以前に所属していたグループ・活動名を指して使われる場合がある。
- バーチャルYouTuberのいわゆる「中の人」が、以前に行っていた活動のことを指して使われる場合がある。